# Bison bonasus
Il bisonte europeo (Bison bonasus Linnaeus, 1758) è una specie eurasiatica di bisonte, attualmente diffuso in Europa centrale e orientale.
È il più grande animale selvatico terrestre rimasto in Europa; misura generalmente 2,8-3 m di lunghezza e 1,8-2,2 m d'altezza e pesa 300-920 kg. Mediamente più alto del bisonte americano (Bison bison), i maschi possono raggiungere un peso maggiore rispetto al loro cugino d'oltreoceano; rispetto a quest'ultimo il bisonte europeo ha una peluria meno folta nella parte anteriore del corpo, mentre coda e corna sono più lunghe e predilige ambienti forestali.
Ha pochi predatori, escluso l'uomo; solo pochi resoconti del XIX secolo parlano di attacchi da parte di lupi e orsi. Venne descritto per la prima volta in modo dettagliato da Carlo Linneo nel 1758. Alcune descrizioni successive lo considerano conspecifico del bisonte americano. Non va confuso con l'uro, l'antenato estinto del bue domestico. Nel 1966 la IUCN classificava il bisonte europeo tra le specie in pericolo. Ora, invece, viene considerato una specie vulnerabile. In passato, soprattutto durante il Medioevo, veniva ucciso comunemente per ricavarne cuoio e corni per bere. In passato fu cacciato fino alla totale scomparsa in natura, ma, in seguito, esemplari allevati in cattività sono stati reintrodotti in vari stati dell'Unione europea: la mandria più famosa e numerosa è quella che vive nella Foresta di Białowieża in Polonia e Bielorussia.

## Etimologia
Il termine latino bisōn (da cui deriva l'italiano bisonte) deriva quasi sicuramente dalla parola germanica wisunt (da cui l'inglese wisent). Żubr è il suo nome in polacco, "Zubar" (letteralmente, "dentato") in molte altre lingue slave, come il serbo.

## Differenze con il bisonte americano
Sebbene a prima vista siano simili, vi è un certo numero di differenze tra il bisonte europeo e quello americano. Il bisonte europeo ha 14 paia di costole, mentre quello americano ne ha 15. Gli esemplari adulti sono più alti di quelli americani ed hanno zampe più lunghe. Tendono ad avere abitudini alimentari da brucatore, piuttosto che da animale da pascolo come i cugini americani, a causa della differente struttura del collo. Rispetto al bisonte americano, in quello europeo, quando il collo è in posizione naturale, il naso si trova più avanti rispetto alla fronte. Il corpo della specie europea è meno ricoperto di peli, sebbene la coda sia più pelosa di quella del bisonte americano. Le corna del bisonte europeo sono rivolte in avanti rispetto al piano della testa, il che rende questa specie più adatta a combattere incrociando le corna, così come i bovini domestici, diversamente dal bisonte americano, che preferisce la carica. Il bisonte europeo è meno addomesticabile di quello americano e si incrocia con i bovini domestici meno facilmente.

## Comportamento

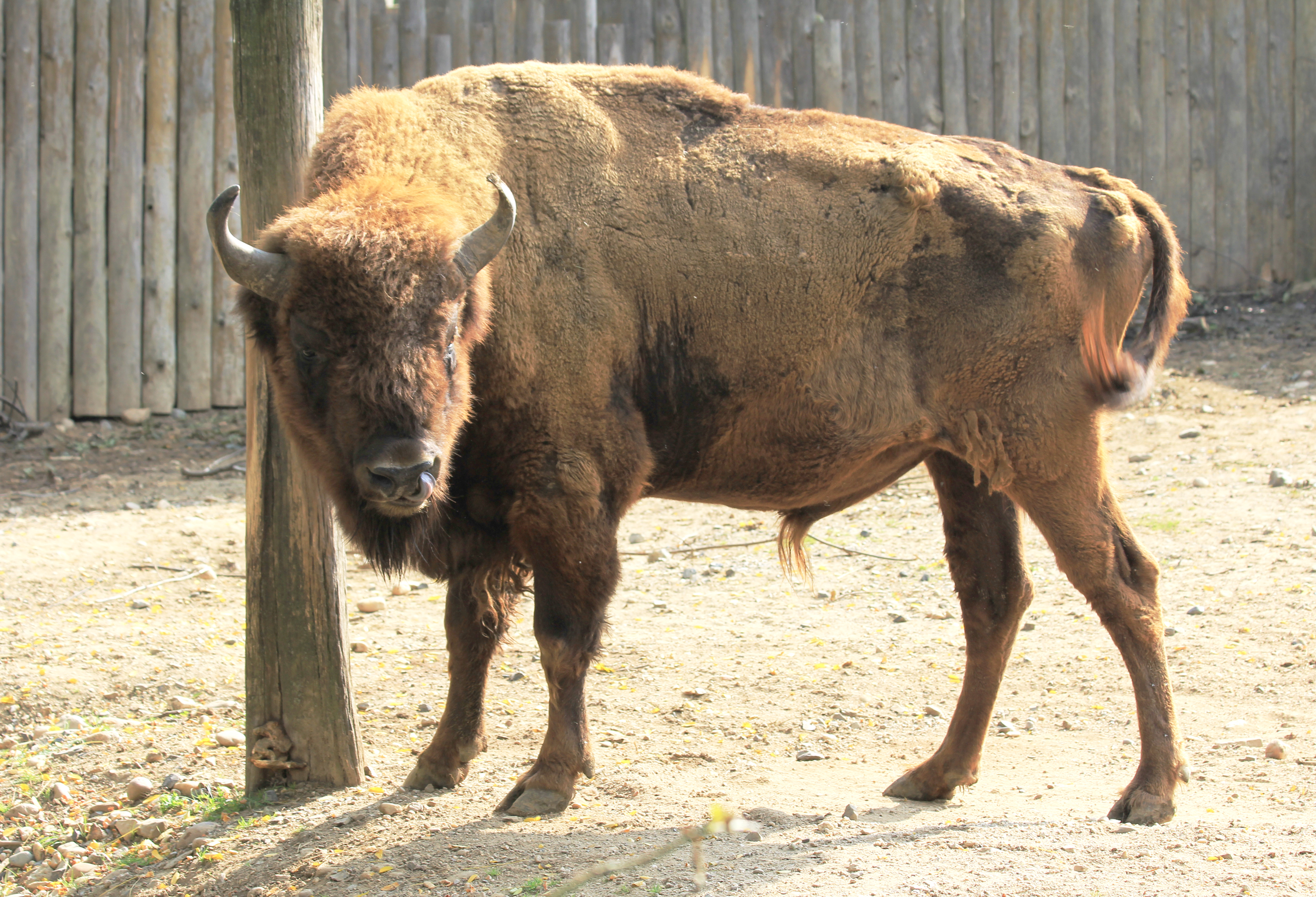
Bison bonasus nello zoo di Praga

### Struttura sociale e comportamento territoriale
Il bisonte europeo è un animale sociale e può vivere sia in gruppi misti che in branchi di soli maschi. I gruppi misti comprendono i piccoli, i giovani di 2 - 3 anni, i vitellini, i maschi semiadulti ed eventualmente un unico maschio adulto. Le dimensioni delle mandrie variano a seconda dei fattori ambientali, ma in media comprendono 8 - 13 esemplari ciascuna. I raggruppamenti formati da soli maschi sono composti da meno esemplari e in media comprendono solo due individui. Le mandrie di bisonte europeo non sono unità familiari. I vari gruppi interagiscono tra loro frequentemente, combinandosi e separandosi rapidamente dopo essersi scambiati alcuni membri.
Le dimensioni dei territori occupati dai maschi sono in correlazione con l'età: quelli dei giovani maschi di 5 - 6 anni tendono ad essere più vasti di quelli dei maschi più vecchi. Questa specie non difende i confini del proprio territorio e le aree occupate dai vari gruppi spesso si sovrappongono. Il nucleo dei territori è solitamente situato nelle vicinanze di prati o di fonti d'acqua.

### Riproduzione
La stagione degli amori va da agosto a ottobre. I maschi di 4 - 6 anni, sebbene sessualmente maturi, non possono accoppiarsi, poiché tale privilegio spetta solo ai maschi più vecchi. Le femmine solitamente hanno un periodo di gestazione di 264 giorni e mettono quasi sempre al mondo un unico piccolo per volta .
In media, alla nascita i maschi pesano 27,6 kg e le femmine 24,4. Fino ai 6 anni le dimensioni dei maschi crescono in proporzione all'età. Sebbene le femmine abbiano un elevato tasso di crescita nel primo anno di vita, esso è relativamente più lento di quello dei maschi di 3 - 5 anni. I maschi raggiungono la maturità sessuale a due anni, mentre le femmine a tre .

### Difesa
Grazie alle dimensioni, alle corna e al comportamento gregario, il bisonte europeo non ha praticamente nemici naturali: l'unico suo vero predatore, a parte l'uomo, è il lupo; ma, sebbene siano capaci di abbattere, in branco, un adulto, i lupi preferiscono di gran lunga catturare i vitelli, molto più facili da cacciare. Altro predatore occasionale dei piccoli bisonti è l'orso bruno, mentre in passato, quando ancora non era estinto, il principale nemico del bovino era il leone delle caverne.

## Storia

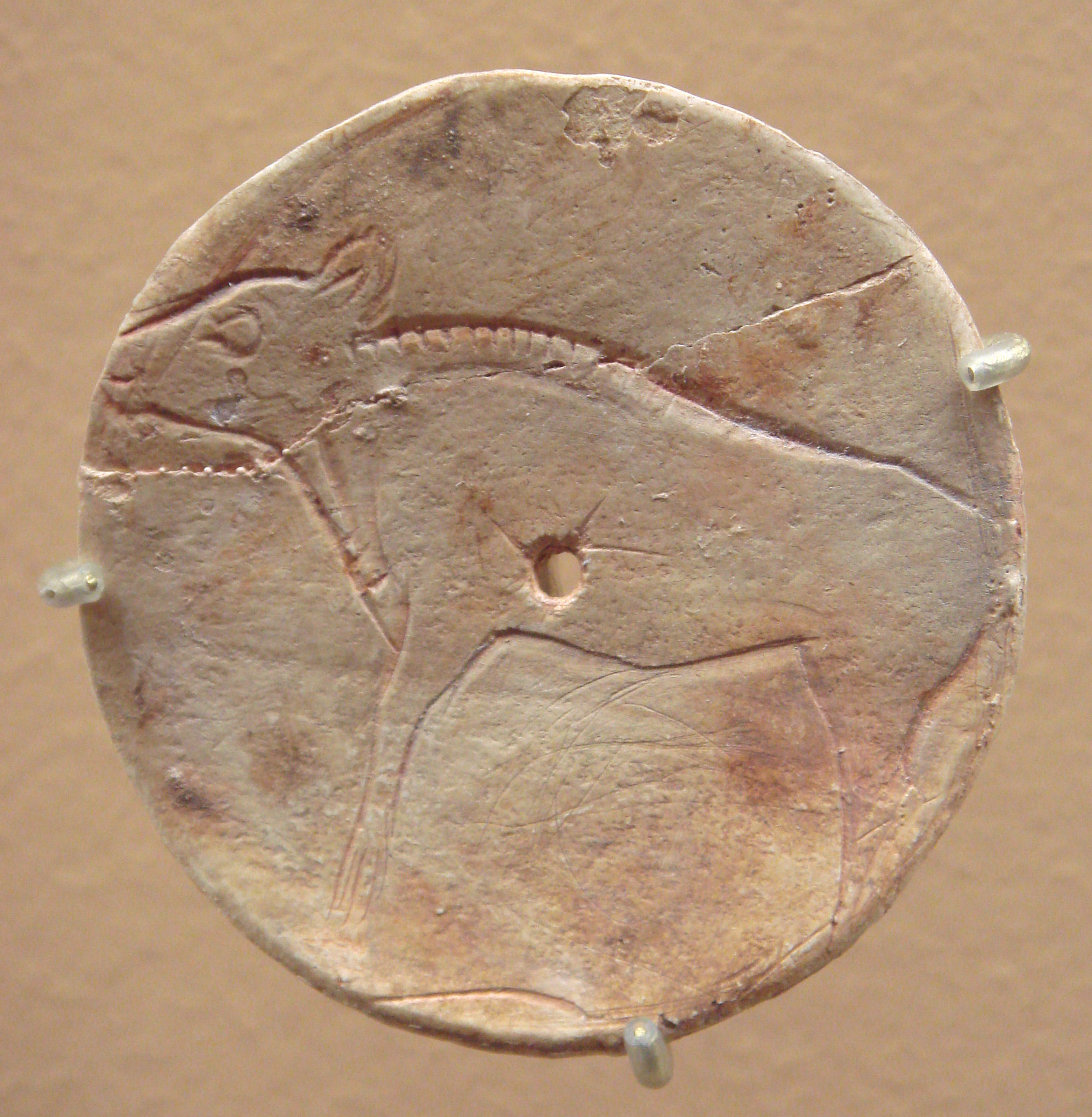
Placca magdaleniana raffigurante un bisonte (17.000 – 9000 a.C.; grotta di Bédeilhac, Ariège)

In tempi storici il bisonte europeo viveva in tutta l'Europa occidentale, centrale e sud-orientale, fino al Volga e al Caucaso. Si incontrava anche in Asia, in parte dei territori che oggi fanno parte della Federazione Russa. Il suo areale diminuì sempre più in seguito all'espandersi degli insediamenti umani, che avanzarono da ovest, sud e nord. La prima popolazione a scomparire, nell'VIII secolo, fu quella della Gallia. 

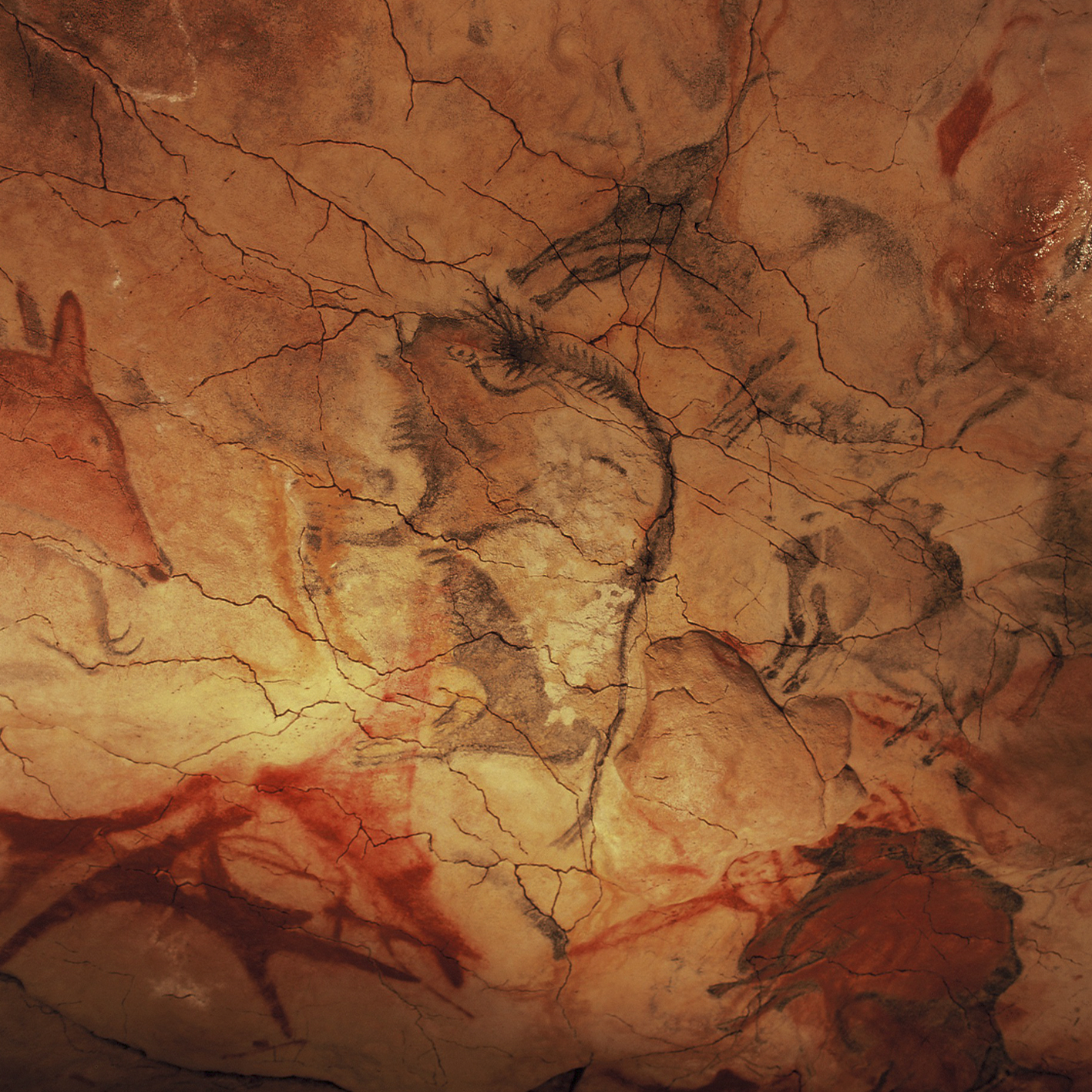
Bisonti disegnati nel tetto della grotta di Altamira

Nell'XI secolo scomparve dalla Svezia settentrionale e nel XII secolo dall'Inghilterra meridionale. Sulle Ardenne e sui Vosgi sopravvisse fino al XV secolo. La decrescita della popolazione di bisonti fu probabilmente tra le cause che portò, già nell'alto medioevo, alla stesura di leggi che ne limitavano o proibivano la caccia, punita con multe piuttosto elevate.

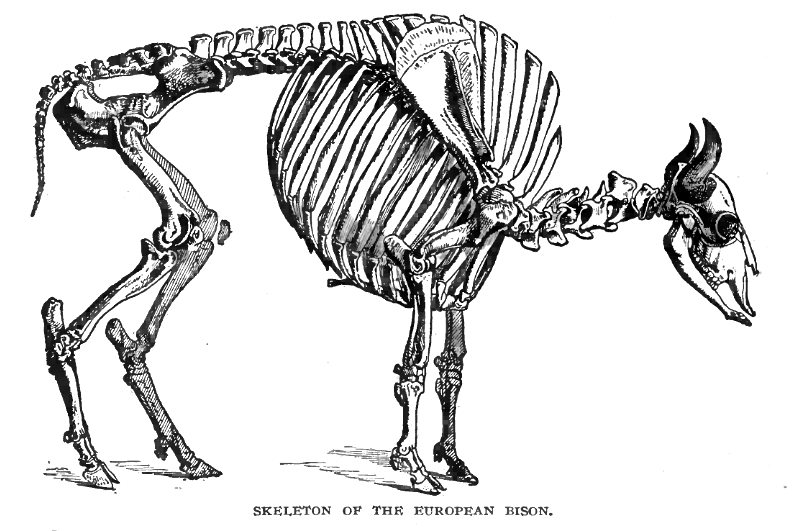
Scheletro di bisonte europeo

In Europa orientale il bisonte europeo sopravvisse più a lungo, ma gradualmente scomparve anche da quella regione. In Transilvania l'ultimo bisonte morì nel 1790. Nelle regioni nord-orientali i rappresentanti di questa specie erano di proprietà dei sovrani di Polonia, dei granduchi di Lituania e degli zar di Russia. A metà del XVI secolo il re Sigismondo I di Polonia introdusse la pena di morte per chiunque cacciasse di frodo il bisonte. Nonostante queste severe misure la popolazione continuò a ridursi sempre nel corso dei successivi quattro secoli.
Molti bisonti caddero vittime della prima guerra mondiale: quando le truppe tedesche occuparono Bialowieża uccisero 600 di questi animali per la carne, il cuoio e le corna. Verso la fine della guerra uno scienziato tedesco si rivolse agli ufficiali, sostenendo che se tale situazione continuava la specie si sarebbe ben presto estinta; con il ritiro delle truppe le uccisioni terminarono, ma erano rimasti solamente 9 bisonti. In Polonia l'ultimo esemplare venne ucciso nel 1919, mentre l'ultimo esemplare selvatico di questa specie venne ucciso dai bracconieri nel 1927 nel Caucaso occidentale. Ne erano rimasti, allora, solamente meno di 50, tutti quanti negli zoo.
Per facilitare l'allevamento in cattività il dr. Heinz Heck introdusse il primo libro genealogico per una specie non domestica: inizialmente, nel 1923, sotto forma di un semplice elenco, poi, a partire dal 1932, di pubblicazione vera e propria.

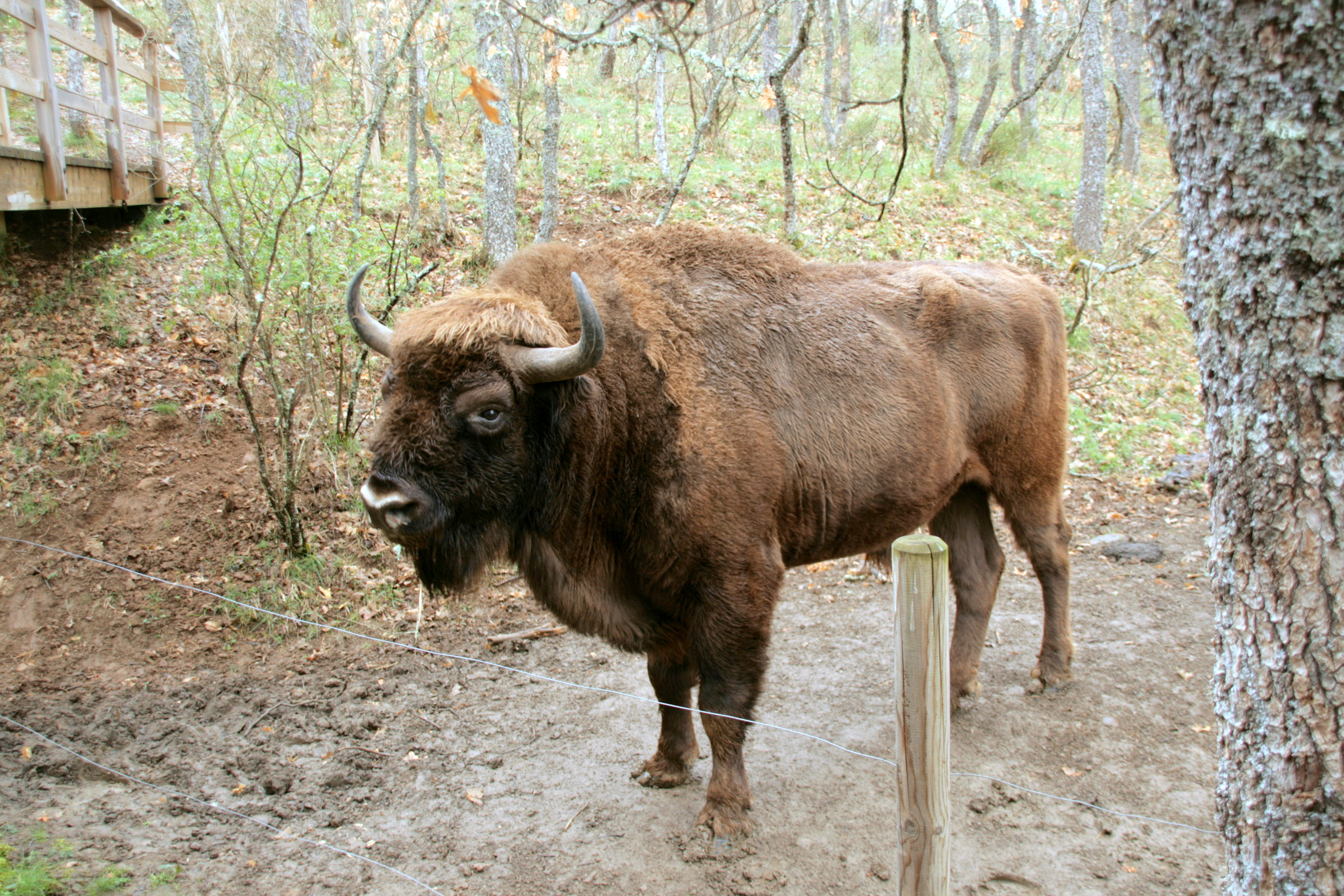
Esemplare nel centro per la conservazione di San Cebrián de Mudá in Spagna.

## Incroci e genetica
In cattività il bisonte europeo può vivere fino a 30 anni, ma in natura la sua speranza di vita è più breve. Le femmine sono in grado di riprodursi tra i quattro e i venti anni, mentre i maschi solo tra i sei e i dodici. I membri di questa specie occupano territori vasti fino a 100 km² e alcune mandrie preferiscono stabilirsi nei prati e nelle radure della foresta.
Il bisonte europeo può incrociarsi con quello americano. Il frutto di un programma di incroci portato avanti da alcuni scienziati tedeschi andò distrutto nel corso della seconda guerra mondiale. Questo programma era strettamente collegato ai successi ottenuti dalla creazione dei bovini di Heck. Gli individui incrociati nati in altri zoo vennero eliminati dai registri ufficiali negli anni '50. Un programma effettuato dai russi portò alla creazione di una mandria selvatica di animali ibridi, i quali tutt'oggi vivono nella riserva della Biosfera del Caucaso (550 esemplari nel 1999).
Esistono anche ibridi ottenuti dall'incrocio tra il bisonte europeo e i bovini domestici. Queste due specie si incrociano con facilità, ma il piccolo non è in grado di nascere in maniera naturale (prima del parto, infatti, il vitellino non si pone nella corretta posizione e deve essere fatto nascere col parto cesareo). Nel 1847 una mandria di ibridi tra bisonti e bovini, detti żubroń, venne creata da Leopold Walicki. Si riteneva che questi animali costituissero un'alternativa più economica e duratura dei bovini domestici. Gli esperimenti condotti dall'Accademia Polacca delle Scienze sono continuati fino alla fine degli anni '80. Sebbene tale programma avesse avuto successo, essendo stato in grado di creare un animale resistente che può essere allevato anche in zone agricole marginali, alla fine è stato abbandonato. L'unica mandria di żubroń sopravvissuta è composta solo da pochi esemplari che vivono nella Foresta di Białowieża (Polonia).
Si riconoscono tre sottospecie di bisonte europeo:
- il bisonte di pianura – Bison bonasus bonasus (Linnaeus, 1758) – della Foresta di Białowieża;
- il bisonte dei Carpazi (Bison bonasus hungarorum) – estinto;
- il bisonte del Caucaso (Bison bonasus caucasicus) – estinto, sebbene un esemplare proveniente dal Caucaso occidentale, un maschio chiamato Kaukasus, fosse uno dei 12 esemplari fondatori delle mandrie odierne.

Le mandrie odierne discendono da due linee separate – una comprendente solo esemplari di Bison bonasus bonasus (tutti discendenti da soli sette animali) e l'altra comprendente tutti e 12 gli antenati, compreso un maschio di Bison bonasus caucasicus. È stato riscontrato solo un basso tasso di depressione da incrocio dovuto al cosiddetto «collo di bottiglia» genetico: esso comporta piccole variazioni sulla crescita scheletrica degli esemplari femmina e un leggero incremento della mortalità infantile. La variabilità genetica continua a restringersi. Diversamente dai cinque maschi originari, quelli odierni possiedono un unico cromosoma Y, invece che due.

## Salvataggio e reintroduzioni

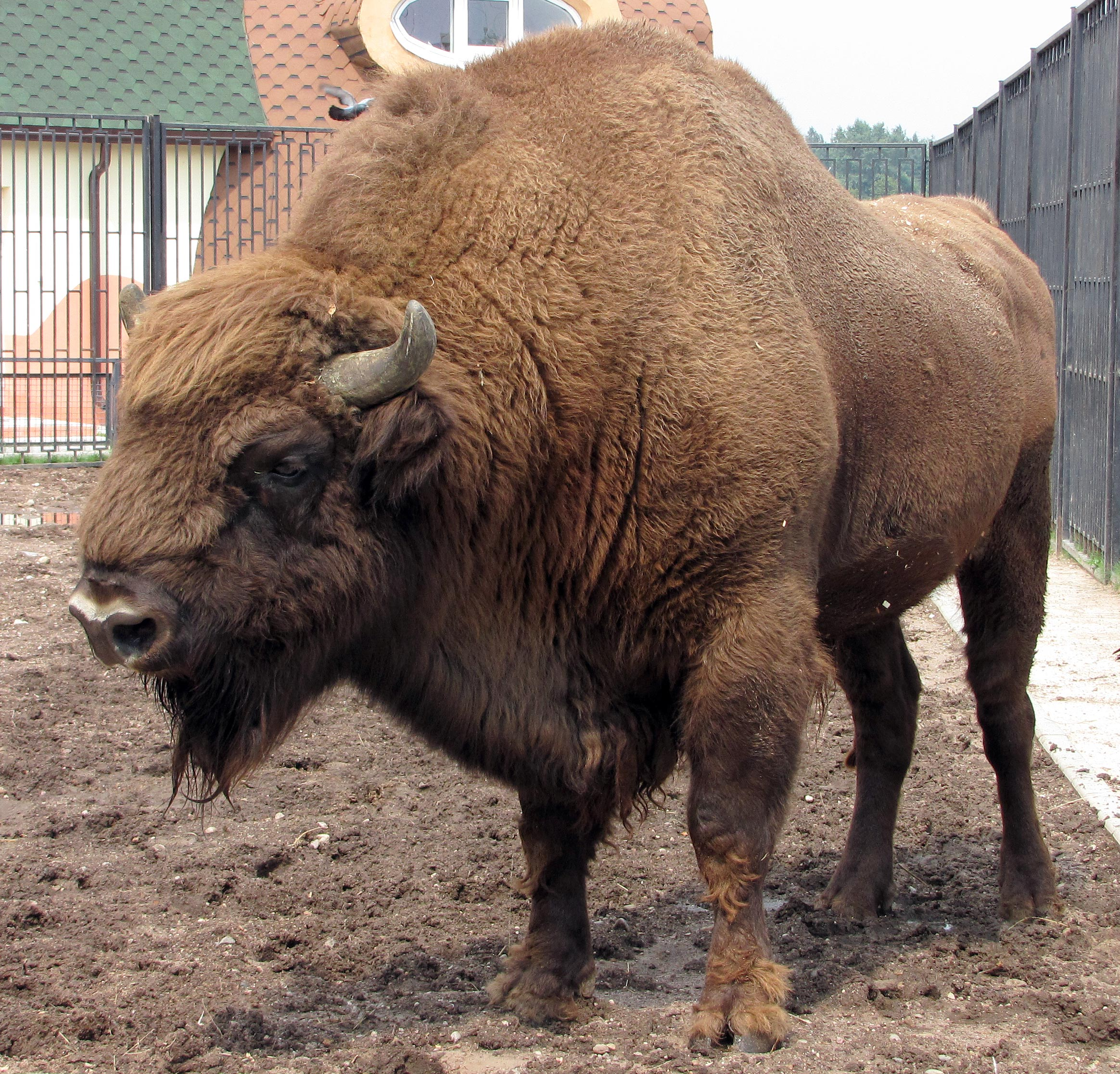
Un maschio allo Zoo di Minsk

Il bisonte europeo ha potuto essere salvato dall'estinzione grazie agli esemplari presenti negli zoo. Quando il programma di riproduzione ebbe inizio, nel 1923, molti esemplari non erano più in età fertile. Si costituirono due gruppi per complessivi dodici esemplari:
- il primo, costituito da due maschi e cinque femmine, tutti della sottospecie di pianura (linea di discendenza pura);
- il secondo, costituito dall'unico maschio della sottospecie del caucaso e da quattro femmine della sottospecie di pianura (linea di discendenza ibrida).

Il primo gruppo è sempre stato tenuto geneticamente separato dal secondo e ora (anno 2010) sono costituiti entrambi da circa 2.000 esemplari ciascuno (in totale, quindi, circa 4.000), in parte negli zoo e in parte in natura, ma sempre allo stato semibrado, salvo che alla Foresta di Białowieża, dove vivono anche allo stato selvatico.
La reintroduzione in natura del bisonte europeo, iniziata nel 1951, ha avuto grande successo. La Foresta di Białowieża, tra Polonia e Bielorussia, dà attualmente rifugio a 800 esemplari selvatici provenienti dal gruppo "puro" di pianura. La specie vive anche in Russia, in alcune riserve forestali del Caucaso occidentale e nella Riserva Naturale di Prioksko-Terrasny. Sono stati osservati esemplari anche nella zona di alienazione di Černobyl', liberi dall'influenza umana.
Altre mandrie, sempre allo stato semibrado, vivono anche in Lituania, Lettonia, Ucraina, Slovacchia, Kirghizistan, Francia (dal 1991), Moldavia (dal 2005), Spagna (dal 2010), Danimarca (dal 2012), Romania e Paesi Bassi (dal 2014), Svizzera (dal 2019). Sono attualmente in corso progetti per reinserire altre mandrie in Germania settentrionale. In Italia, il bisonte europeo è visibile al Parco Natura Viva di Bussolengo, dove viene allevato per essere poi reinserito in natura.
A causa del loro corredo genetico limitato sono ritenuti estremamente vulnerabili a malattie come l'afta epizootica. Pertanto i ricercatori mirano alla costituzione di nuovi nuclei separati gli uni dagli altri e a incrementarne ulteriormente il numero, per favorire la diversificazione genetica grazie a meccanismi quali il crossing-over. Ambedue le misure tentano di esaltare al massimo possibile i risultati di reincrocio dei geni superstiti. La sopravvivenza naturale della specie pura a lungo termine resta comunque problematica. A mezzo di ibridazioni naturali, o di trasferimenti di geni per ingegneria genetica sono possibili integrazioni ed arricchimenti del corredo genetico provenienti dalla specie americana, ma in tal caso, in senso stretto, non si tratterebbe più di "specie pura".

## Specie importante per l'economia locale
Il reinserimento di mandrie di bisonti allo stato semibrado in vari stati europei non è legata solamente da esigenze di conservazione della specie, ma anche dalla volontà di incrementare il turismo rurale. Ovunque portato, il bisonte attrae turisti e curiosi, che normalmente pagano un biglietto per entrare in contatto, anche solo visivo, con questi animali.
Inoltre, in Polonia e in Bielorussia, è consentito l'abbattimento a scopo venatorio dei vecchi esemplari, ad un prezzo che si aggira sui diecimila euro a capo. Parte dei fondi così ricavati sono utilizzati per il mantenimento delle mandrie allo stato semibrado e alla conservazione della specie.